# Anoda cristata

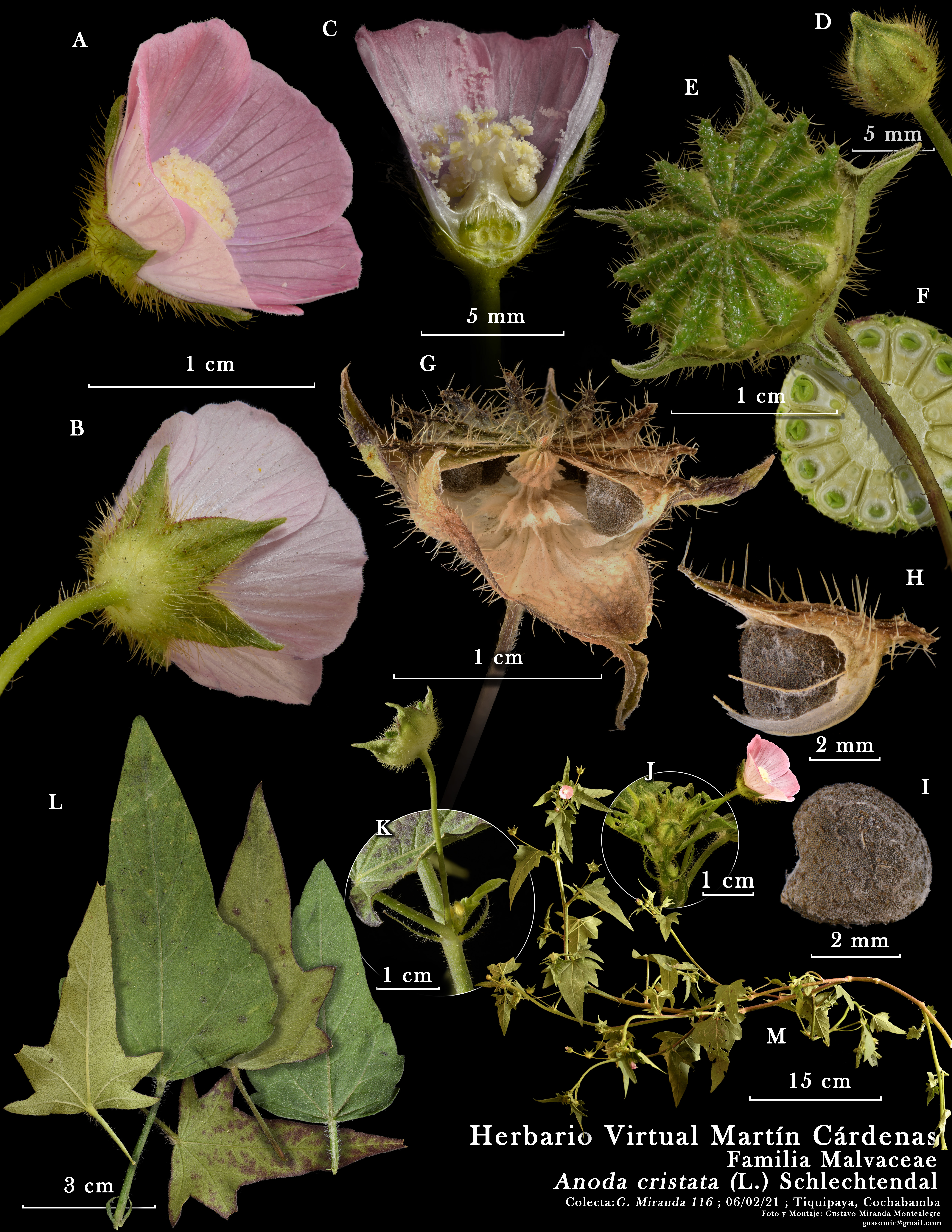
Ilustración de Anoda cristata al estilo Lankester Composite Dissection Plate (LCDP)

Anoda cristata, llamada comúnmente malva cimarrona o alache es una especie de la familia Malvaceae. 

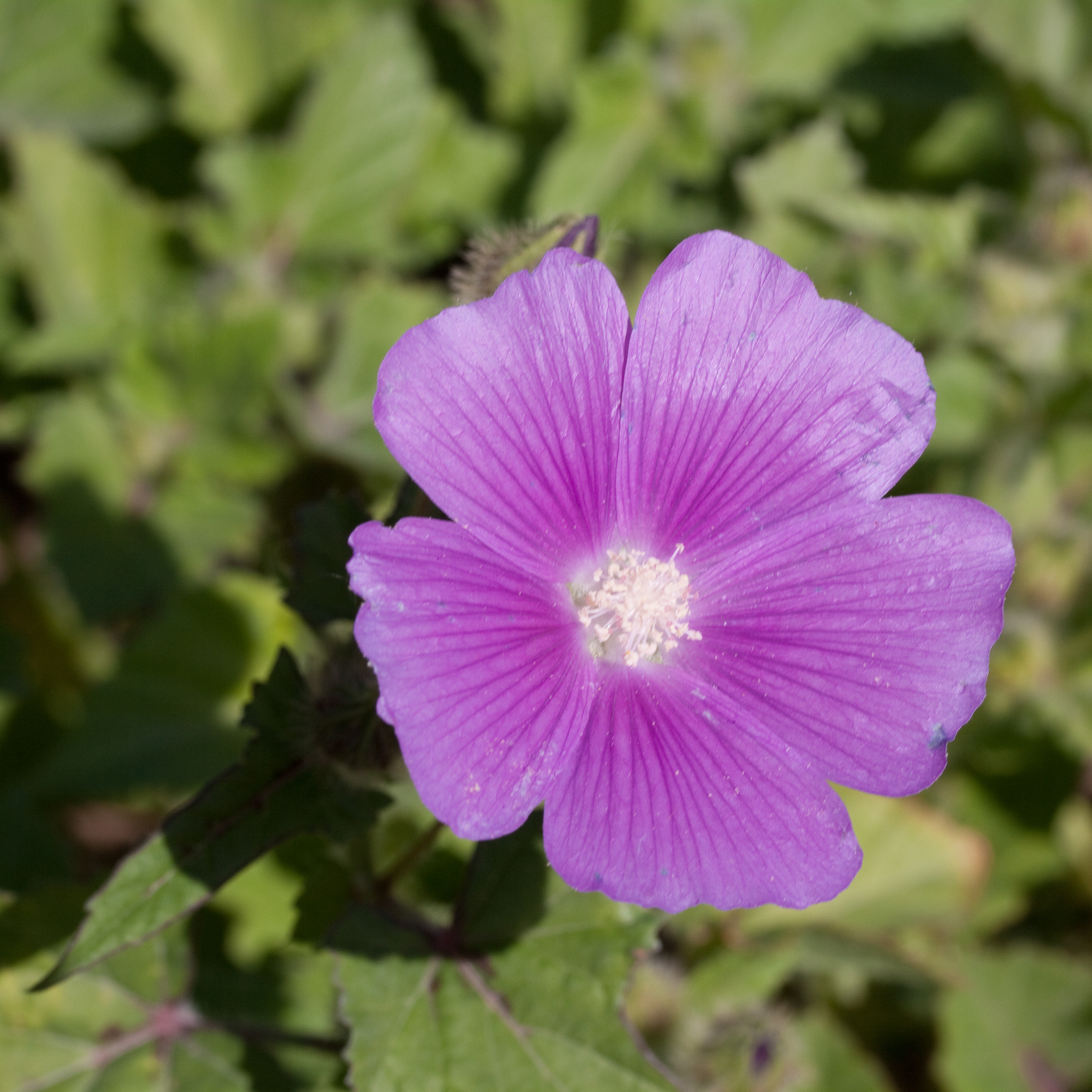
Detalle de la flor

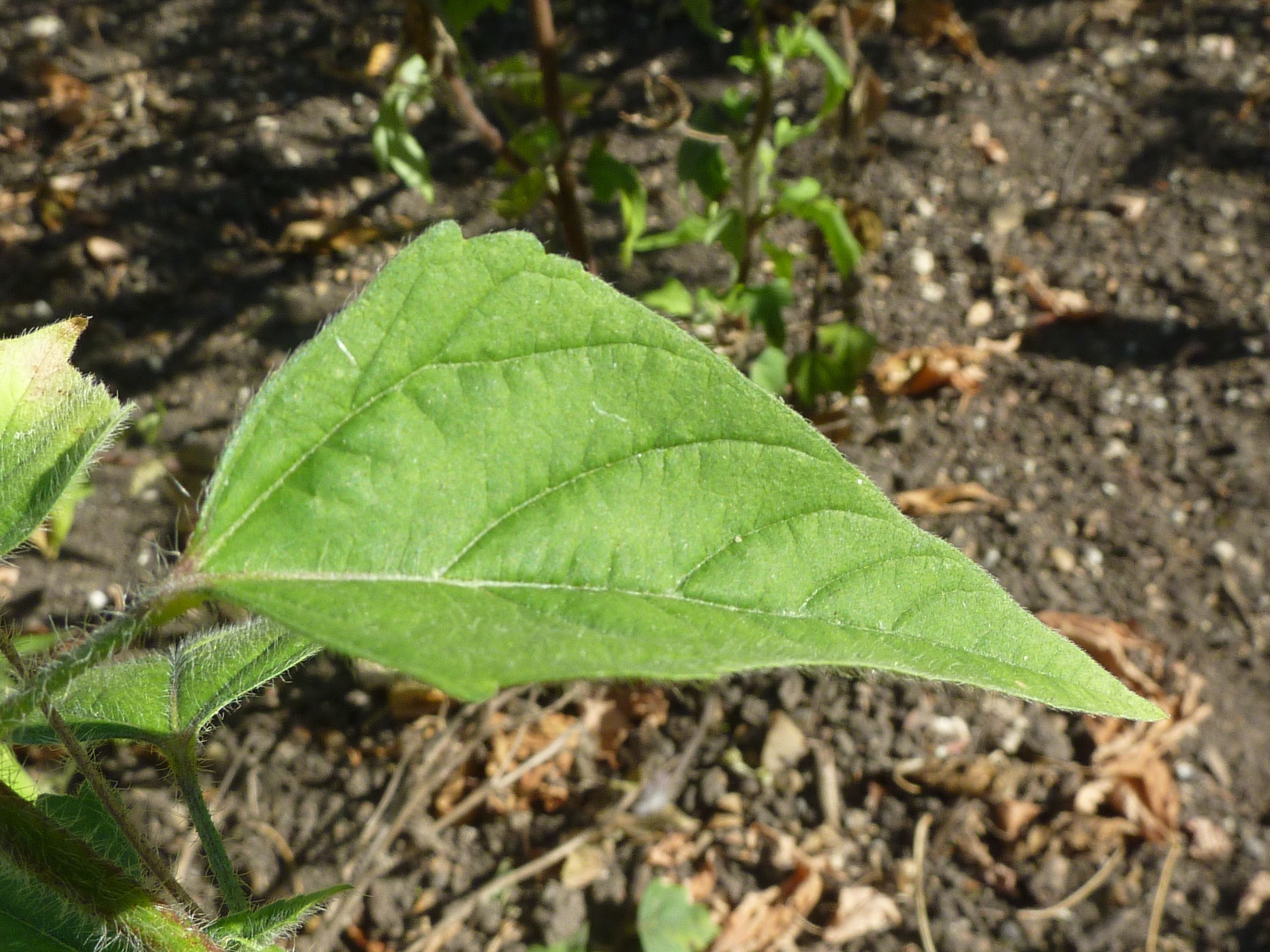
Hojas

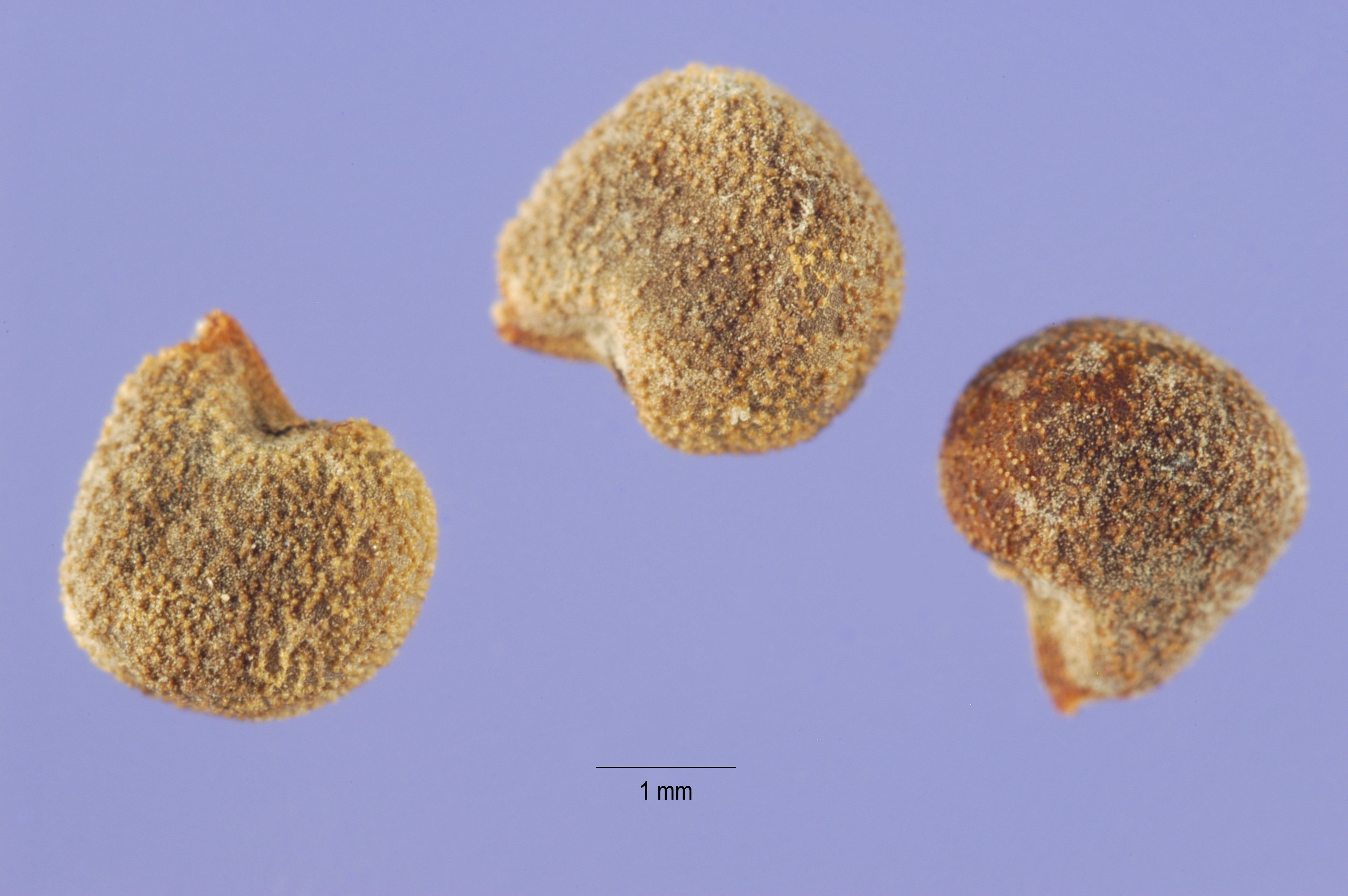
Semillas

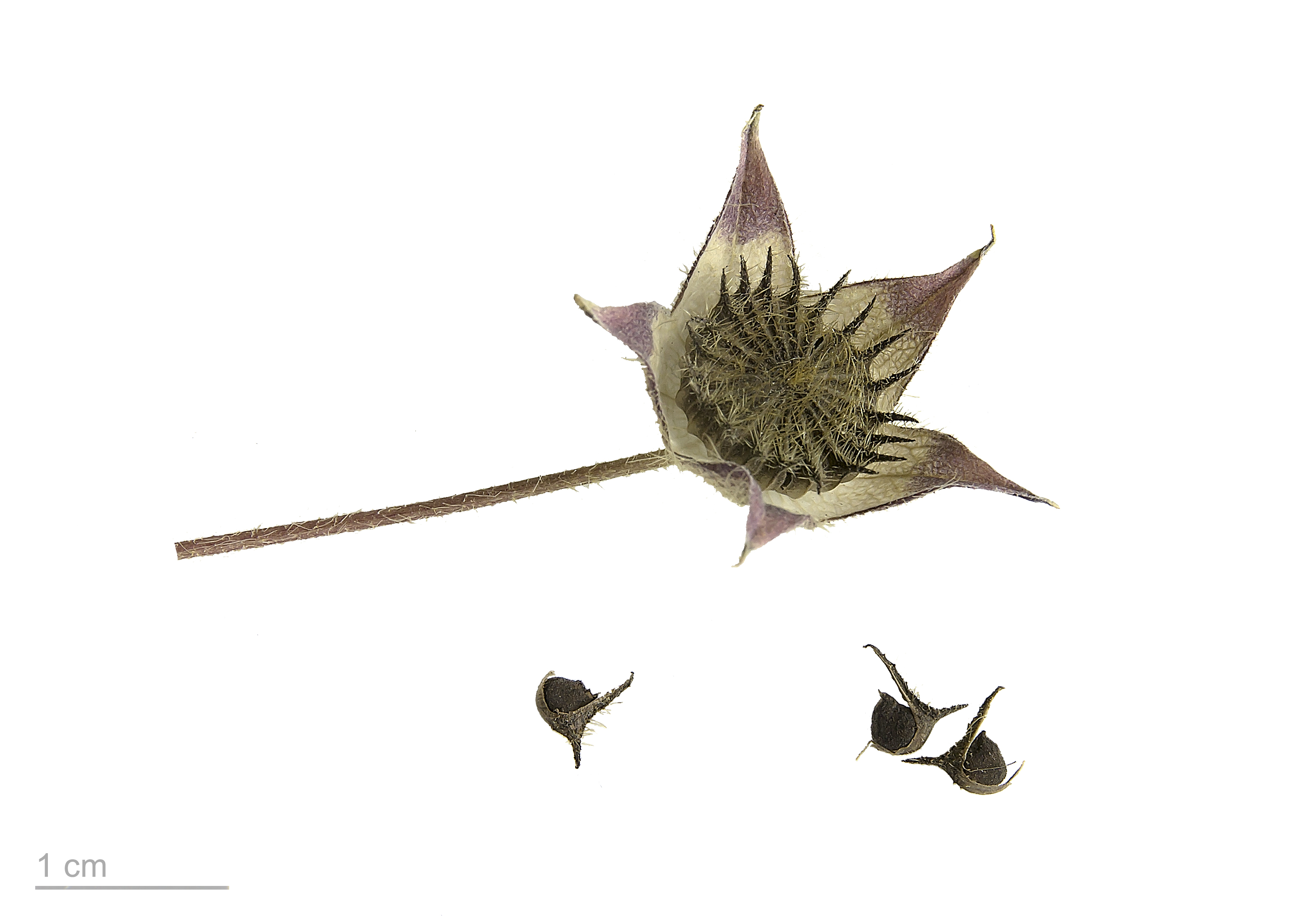
Anoda cristata - MHNT

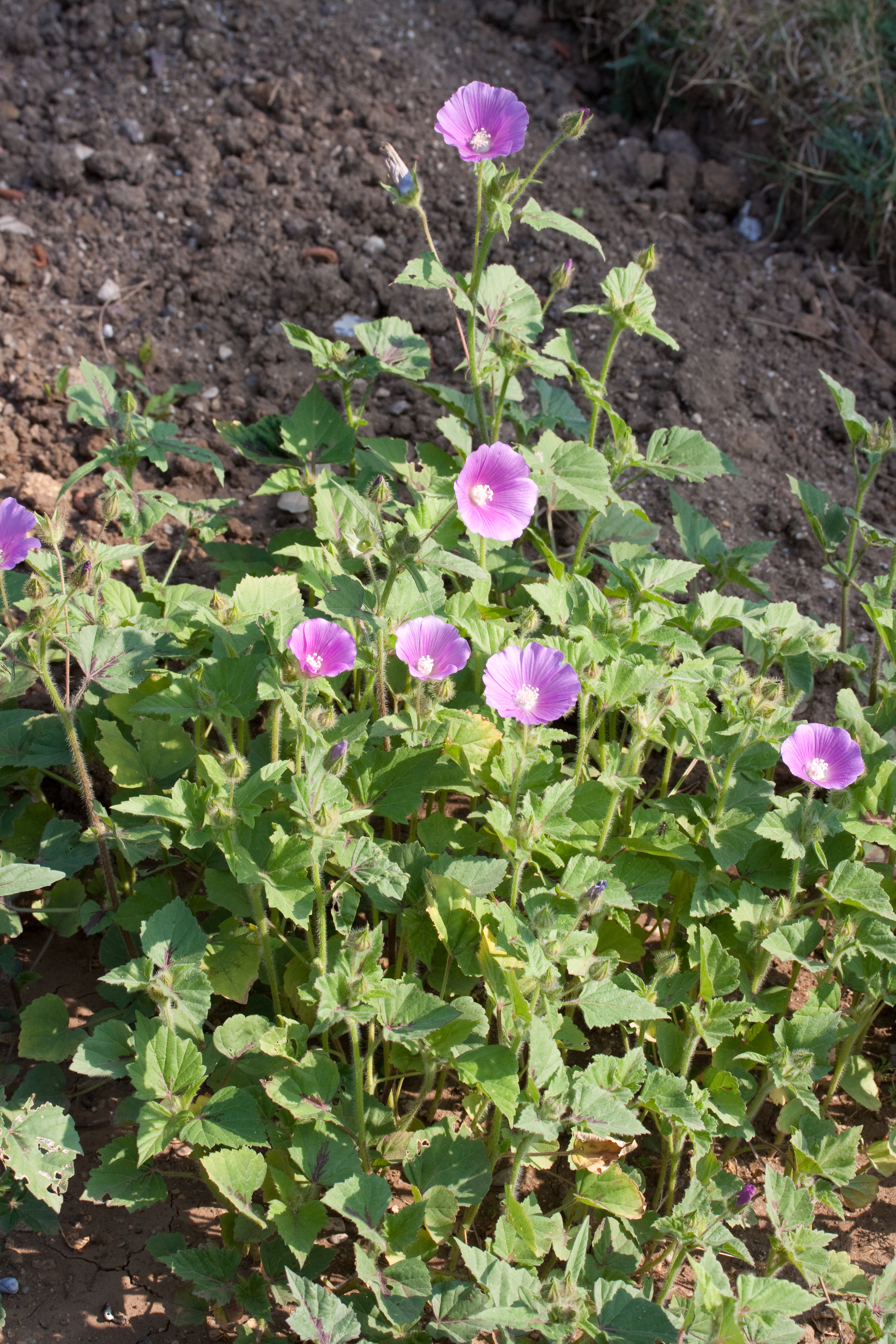
Vista de la planta

## Descripción
Es una herbácea anual, de 50-110 cm de altura, con tallos decumbentes, lámina foliar de 2-9 cm de largo, las inferiores triangulares; inflorescencia en axilas, flores de 25 mm de diámetro, lóbulos acuminados rojizos, pétalos de 7-30 mm, purpúreos. 
En Argentina, A. cristata comienza a brotar a principios de la primavera y puede continuar durante todo el ciclo de los cultivos estivales
Número cromosómico: 2n = 30, 60, 90

## Distribución
Es endémica de México, Costa Rica, El Salvador, Guatemala, Honduras, Nicaragua, Panamá, Bolivia, Ecuador, Perú, Argentina [n.] y Chile [n.?].

## Taxonomía
Anoda cristata fue descrita por (L.) Schltdl. y publicado en Linnaea 11(2): 210. 1837.
Etimología
Anoda: nombre genérico que deriva según Stearns, de una palabra cingalesa (Ceilan para una especie del género Abutilon. Umberto Quattrocchi da dos etimologías alternativas: (1) "del griego: a = "sin", y odous , odontos = "dientes", por las hojas, y (2) del griego a = "sin", y del latín nodus = "una articulación o un nodo," ya que la floración falta de los nodos.
cristata: epíteto latíno que significa "con cresta".
Sinonimia
| - Anoda acerifolia var. minoriflora Hochr. - Anoda arizonica A.Gray - Anoda arizonica var. digitata A.Gray - Anoda brachyantha Rchb. - Anoda cristata var. albiflora Heuchr. - Anoda cristata var. brachyantha (Rchb.) Hochr. - Anoda cristata var. digitata (A.Gray) Heuchr. - Anoda dilleniana Cav. - Anoda fernandeziana Steud. - Anoda hastata Cav. - Anoda incarnata Spreng. ex Steud. - Anoda lavateroides Medik. - Anoda populifolia Phil. - Anoda triangularis (Willd.) DC. - Anoda triangularis var. digitata (A.Gray) B.L.Rob. - Anoda triloba Cav. - Cavanillea hastata Medik. - Sida acerifolia (Cav.) Medik. - Sida centrota Spreng. - Sida cristata L. - Sida deltoidea Hornem. - Sida dilleniana (Cav.) Willd. - Sida hastata Sims - Sida mexicana Scop. - Sida quinqueangulata D. Dietr. - Sida quinqueloba Sessé & Moc. - Sida triangularis Humb. & Bonpl. ex Willd. - Sida zuccagnii Spreng. |

## Nombres comunes
- Alache, malva de Castilla, quesitos, pie de gallo, violeta de campo, amapola silvestre, amapolita azul, panelita. En México: Flor decampante, genciana, hierba mora, malva, malvavisco, malvón de campo, malvón de quesitos, requesón, violeta de campo, violeta de monte, chipil.